# 天国注射の昼
天国注射の昼（てんごくちゅうしゃのひる）は、かつて東京都新宿区歌舞伎町1丁目の新宿ゴールデン街にあったバー「HAVANA MOON」と自販機雑誌『HEAVEN』が共催した日比谷野外音楽堂のコンサート。
今日では国内有数の前衛的なインディーズロックバンドが一堂に集結した歴史的なイベントタイトルとして知られている。前身イベントに『HEAVEN』オールナイトイベント「天国注射の夜」（1980年6月6日・11月21日/新宿ACB会館）がある。

## 概要
「天国注射の昼」は高杉弾が創刊した自販機雑誌『HEAVEN』の創刊記念イベントとして1980年6月6日に新宿ACB会館で開催された「天国注射の夜」がコンサートとしてシリーズ化したもの。夜昼合わせて計5回開催された。とくに成功を収めたのが1983年8月21日の4回目で、舞踏家の宇野萬は4週間前から歩行者天国で宣伝のために金粉ショーの路上パフォーマンスを行い、道路交通法違反で検挙されるという事件もあった。
1984年1月、東映ビデオから8月21日と9月17日のライブがビデオソフト化された（現在廃盤）。

## 公演リスト

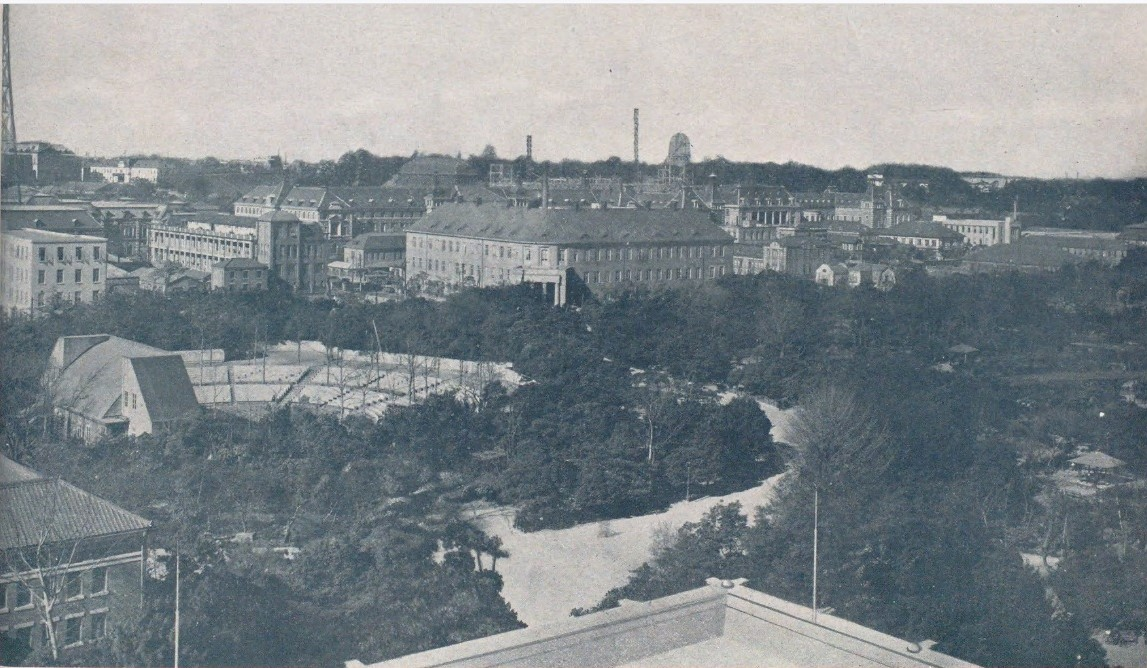
「天国注射の昼」が行われた日比谷野外音楽堂

天国注射の夜 Vol.1 / 1980年6月6日 新宿ACB会館5F（ニューヨーク・シアター）
『HEAVEN』創刊記念オールナイトイベント
佐藤重臣によるカルトムービーの上映や山口百恵のゴミオークションなどが催された。またイベントには吉祥寺マイナー（同年9月28日閉店）で活動していた山崎春美&タコ、灰野敬二、白石民夫、工藤冬里、竹田賢一、野方攝&コクシネルのほか非常階段、八木康夫、S-KEN、三上寛、佐藤幸雄&すきすきスウィッチなども参加し、飛び入りで参加（乱入）した江戸アケミはステージ上で自分の額をナイフで切りつけて流血するパフォーマンスを行ってそのまま救急車で運ばれるという事件もあった。
『HEAVEN』4号（1980年8月/アリス出版）のレポート（Photo by 佐藤ジン&近藤十四郎）には「入場人員はのべ240人、一時は会場全体が錯乱状態となるほどの盛況でした。ヌード・モデルの乱入、麻薬の取引き、売春、お笑い、見せ物、脱糞、のぞき、恐喝、殺人なども楽しげに行われ、一万円札が会場に乱れ飛ぶシーンもありました。初めて一堂に会したHEAVENのスタッフ、ファン同志があたたかく友好を深め、心あたたまる一夜となりました」とある。
天国注射の夜 Vol.2 / 1980年11月21日 新宿ACB会館5・6F ACBホール（ニューヨーク・シアター）
天国注射の夜 オールナイト・イベント
アンダーグラウンド・フィルム上映会
イベントサブタイトルは「ビー玉が水に浮いた夜には、天国に堕ちて行きたいものだ。ねえ、神様」
出演バンドは伊藤耕&FOOLS、PUNGO、野方攝&コクシネル、園田游&GUNJOGACRAYON、山崎春美とシビレクラゲ、江戸アケミ&財団法人じゃがたら、Vedda's Miracle & Worder、舞踏家の宇野萬と桑原延享（ともに大駱駝艦）。
天国注射の昼 Vol.3 / 1981年8月15日 日比谷野外音楽堂
1981年8月15日正午、日比谷野外音楽堂で昭和天皇の玉音放送が流れて天国注射の昼は始まった。
山崎春美&タコ、白石民夫、ロリータ順子、大里俊晴、美沢真之助、後飯塚僚、江戸アケミ&財団法人じゃがたら、和田幸子、突然段ボール、PUNGO、近藤達郎、野方攝&コクシネル、Phew with 竹田賢一&A-Music、伊藤恵子&ハバナムーン、近藤十四郎&バカズ、FULLX、カヌーレ、グンジョーガクレヨン、VEDDA MUSIC WORKSHOP、SHGHING・P・ORCHESTRA、佐藤隆史、工藤冬里、片山広明、菊池隆、巻上公一&ヒカシュー、八木康夫&PICTOXO HA!、鳥居夷、原田依幸、小堺文雄、伊藤はじめ、アウシュヴィッツ from京都、まだ from京都、灰野敬二（不失者）などが参加し、出演者リストにある坂本龍一は仕事の都合で欠席した。協力は高杉弾（コンセプトドクター）、佐藤隆史（ピナコテカレコード）、村松恒平（宝島）、中村直也（ナイロン100%）、宇野萬（GALLOP）など。
イベントサブタイトルは「ビー玉が水に浮いた夜には、天国に堕ちて行きたいものだ。ねぇ、神様。日本が戦争に負けた日──わたしたちは今すぐよがるぜっ」
天国注射の昼 Vol.4&5 / 1983年8月21日&9月17日 日比谷野外音楽堂
山崎春美&タコ、野方攝&コクシネル、ロリータ順子、大里俊晴、町田町蔵バンド、伊藤耕&THE FOOLS、突然段ボール、江戸アケミ&じゃがたら、あがた森魚、友部正人、篠田昌己、千野秀一、ガーゼ、TOMATOS、グンジョーガクレヨン、伊藤はじめ&ルンルン少女合唱団、田口トモロヲ&ガガーリン、宇野萬（大駱駝艦）などが参加。これが20世紀最後の天国注射イベントとなった。
過去には「天国注射の昼」Vol.4&5の公演を収録したビデオ『回転禁止の青春シリーズ 天国注射の昼 ライブ・イン・日比谷野音 1983.8.21/9.17』（数十時間にも及ぶライブを1時間にまとめたオムニバスビデオ。撮影と編集はビデオアーティストの中嶋興&ビデオアース東京が手掛けた）が東映ビデオから発売されていたが現在は廃盤。
なおライブの未発表フィルムが近年発掘され、2007年頃に映像のデジタル化およびDVD再発の企画が進行していたが、諸般の事情により頓挫した。一方で2009年には割礼とコクシネルのライブの一環で未発表映像の上映会が行われている。
ちなみにインディーズブームとバンドブームの両方を経験した筋肉少女帯の大槻ケンヂは当時このビデオを見て「人生を変えるほどの影響を受けた」ことを公言しており、アーバンギャルド主催のイベント「鬱フェス 2015」に出場した際のMCで「僕が14歳の頃、天国注射の昼っていうイベントがあって、町蔵さんとか当時のアレな方々総出演で怖くて行けなかったんだけど、VHSを何回も観て強烈なトラウマとなり今の大槻ケンヂを作った。今の僕の何分の一かは間違い無くそれで形成されてる。自分もライブを見たかどうか覚えてないか忘れたものもあるけど、ずっと皆さんの心に残るライブがしたい。（自分が衝撃を受けた天国注射のビデオのように）他人の人生に衝撃を与え、方向を変える瞬間を提供したいと思っています」と語っている。
天国注射の夕べ / 2001年12月8日 法政大学学生会館大ホール
21世紀初の天国注射イベント。メンバーは一新され、ホーキング青山、湯浅湾、神田森莉、おにんこ、コケシドールなどが参加。
21世紀 天国注射の朝と夜 / 2008年10月11日 SPACE雑遊
山崎春美、中原昌也、原マスミ、工藤冬里、向島ゆり子、中原昌也、久下恵生、今井次郎、リュウセイオー龍、小間慶大、大熊ワタル、こぐれみわぞう、佐藤行衛&コプチャンチョンゴル、ウラン ア ゲル、ジンタらムータ、A-musik、che-SHIZU、園田佐登志らが参加したオールナイトイベント。
天国注射の宴 / 2008年10月12日 SPACE雑遊
野方攝（コクシネル）、川田良（THE PANTZ）、宍戸幸司（割礼）、石坂マサヨ（ロリータ18号）、キム・ドゥス、真世界マサコ倶楽部、一色凉太、EthNois Arkestra、石橋英子×タカダアキコ、田渕純などが参加。現時点で最後の天国注射イベント。

## CD
- 『タコBOX Vol.2 8ナンバー』（2015）

1983年8月21日の日比谷野音『天国注射の昼』に出演したタコの音源を9曲収録。

## 映像ソフト
東映ビデオ『回転禁止の青春シリーズ 天国注射の昼 ライブ・イン・日比谷野音 1983.8.21/9.17』1984年1月21日発売
THE FOOLS「いつだってそうさ」
突然段ボール「斗缶」
松竹谷清&TOMATOS
山崎春美&タコ「きらら」
野方攝&コクシネル「黒い視界」
八木康夫&PICTOX「Big Door」
じゃがたら「HEY SAY!」
グンジョーガクレヨン
A-musik「不屈の民」
REAL「Nation」
町田町蔵「ボリス・ヴィアンの憤り」
ガーゼ「DESTRUCTION」「中性子爆弾」「消毒液」
大セッション（原田依幸・千野秀一・石渡明廣・篠田昌已・林英哲）＋宇野萬（パフォーマンス）